# Diachrysia balluca
Diachrysia balluca är en fjärilsart som beskrevs av Charles Andreas Geyer 1832. Diachrysia balluca ingår i släktet Diachrysia och familjen nattflyn. Inga underarter finns listade i Catalogue of Life.